# Banal
Banal (französisch banal, altfrz. ban = Bann; ursprüngl. gemeinnützig) bezeichnete im Lehnrecht eine Sache, die der Lehnsherr seinen Vasallen überlässt. Im heutigen Umgangsdeutsch wird der Begriff als Adjektiv überwiegend bildungssprachlich abwertend gebraucht für einen „Ideengehalt, der gedanklich recht unbedeutend, durchschnittlich“ auch im Sinne von trivial ist. Ferner hat er die Bedeutung von „keine Besonderheit, nichts Auffälliges aufweisend; alltäglich, gewöhnlich“. Abgeleitet vom Adjektiv sind die Substantivierung Banalität und das Verb banalisieren.

## Herkunft
Das Adjektiv banal für „geistlos, nichtssagend, alltäglich“ wurde Ende des 18. Jahrhunderts ins Deutsche entlehnt. Das gleichbedeutende französische banal ist eine Ableitung des 13. Jahrhunderts von afrz. ban „Bann“, auch „Gerichtsbezirk“ (vgl. Banner), das wiederum eine Entlehnung aus dem altniederfränkischen *ban, dem althochdeutschen ban (vgl. Bann) entspricht. Die Bedeutung in der französischen Sprache geht daher aus von „mit Bann belegt“ und führt über „zur gemeinsamen Nutzung bestimmt“ zu „allgemein, trivial“. Abgeleitet wurden die Bezeichnungen Banalität für „Geistlosigkeit, Abgedroschenheit, banale Äußerung“ in der zweiten Hälfte des 19. Jahrhunderts aufgrund einer latinisierende Bildung nach französisch banalité, und dem Verb banalisieren „ins Banale ziehen“ Anfang des 20. Jahrhunderts.

## Lehnsrecht
Im Lehnsrecht bezeichnete Banal eine Sache, die der Lehnsherr seinem Vasallen zur Benutzung gegen gewisse Gegenleistungen überlassen hat, laut Meyers Großes Konversations-Lexikon 1905: „figürlich etwas, das jedermann zum freien Gebrauch überlassen wird; daher das, was im höchsten Grade gewöhnlich, durch häufige Anwendung alltäglich, abgedroschen und bedeutungslos geworden ist.“
Pierer’s Universal-Lexikon definierte Banāl 1857 folgendermaßen:

„Banāl (v. franz. Ban), 1) (Lehnsr.), das was einem Vasall von einem Lehnsherrn gegen eine Leistung überlassen ist; daher Banalität, Zwangsrecht; 2) zu freier Benutzung überlassen; 3) gewöhnlich, abgebraucht; daher Banale Phrase, ein an sich richtiger, aber wegen veränderter Verhältnisse bedeutungslos u. wirkungslos gewordener Ausspruch.“

## Forschungsliteratur
- Julia Genz: Diskurse der Wertung. Banalität, Trivialität und Kitsch. Fink, München 2011, ISBN 978-3-7705-5055-5.